# 須田和博
須田 和博 （すだ かずひろ）は日本の官僚。総務省自治行政局公務員部長、総合通信基盤局長、郵政行政局長、電気通信端末機器審査協会理事長を歴任した。

## 経歴
- 1969年 - 東京教育大学附属駒場高等学校卒業
- 1973年 - 京都大学法学部卒業
- 1974年 - 郵政省入省
- 1976年 - 内閣官房内閣審議室主査
- 1979年 - 郵政省琴平郵便局長
- 2007年 - 電気通信端末機器審査協会理事長[1]
- 2009年 - NTTデータ常務執行役員部監査担当[2] 2014年退任[3]
- 中央大学総合政策学部客員教授